# المنشأة الكبرى (أسيوط)
قرية المنشأة الكبرى هي إحدى القرى التابعة لمركز القوصية في محافظة أسيوط في جمهورية مصر العربية. حسب إحصاءات سنة 2006، بلغ إجمالي السكان في المنشأة الكبرى 13128 نسمة، منهم 6497 رجل و6631 امرأة.